# Leonard Danilewicz
Leonard Stanisław Danilewicz (* um 1910; † nach 1960) war ein polnischer Ingenieur und Funkamateur. Er gründete zusammen mit seinem älteren Bruder Ludomir Danilewicz sowie mit Edward Fokczyński und Antoni Palluth im Jahr 1929 die Wytwórnia Radiotechniczna AVA (deutsch: Funktechnische Fabrik AVA), ein kleines Unternehmen mit Sitz in der polnischen Hauptstadt Warschau, das sich auf die Herstellung besonderer elektromechanischer und funktechnischer Geräte für das Biuro Szyfrów (BS) (deutsch: „Chiffrenbüro“) des polnischen Generalstabs spezialisierte.

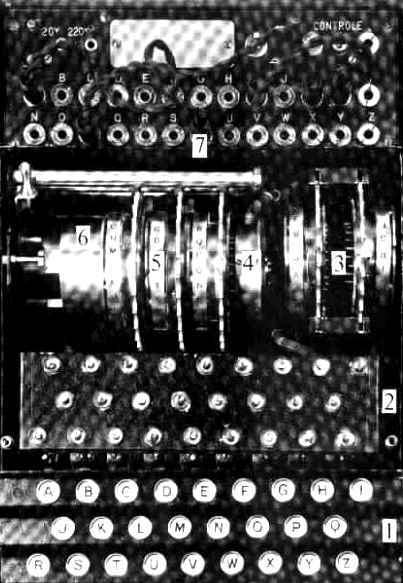
Beim polnischen Enigma-Nachbau waren Tasten (1), Lampen (2) und Steckbuchsen (7), wie bei der deutschen Enigma-C, einfach alphabetisch angeordnet.

Die drei Buchstaben „AVA“ für ihre neue Firma bildeten die jungen Firmengründer als begeisterte Funkamateure als Kombination aus ihren Amateurfunkrufzeichen „TPAV“ von Leonard und Ludomir Danilewicz sowie „TPVA“ von Palluth. Zu dieser Zeit, im Jahr 1929, hatte Leonard seine Ausbildung zum Ingenieur noch nicht beendet, sondern er war noch Student an der Technischen Universität Warschau. Später, in den 1930er-Jahren, entwickelte und fertigte er zusammen mit den drei anderen Firmengründern sowie einigen weiteren AVA-Mitarbeitern, wie dem Feinmechaniker Czesław Betlewski, wichtige kryptanalytische Maschinen für das Chiffrenbüro BS, wie das Zyklometer und die Bomba, die gegen die deutsche Enigma-Maschine gerichtet waren. Darüber hinaus stellten sie auch Nachbauten der deutschen Maschine her.
Leonard war ein sehr begabter Hochfrequenztechniker und entwickelte eine frühe Form des Frequenzsprungverfahrens, bei dem ein Sendesignal auf geheime Weise in der Frequenz umgetastet wird, um so die Funkerfassung und Funkortung zu erschweren. Im September 1939 erlebte er den Einmarsch der Wehrmacht beim Überfall auf Polen zu Beginn des Zweiten Weltkrieges. Wie auch die anderen Mitarbeiter des AVA-Werks und des BS flüchtete er vor den anrückenden deutschen Truppen. Vermutlich ging er, wie auch die meisten seiner Kollegen, zunächst über Rumänien nach Frankreich und schließlich nach England. Leonard und sein Bruder Ludomir überlebten den Krieg. Es existiert ein gemeinsames US-Patent 3,143,290 der Danilewicz-Brüder mit dem Titel „Rotary Converter“ vom 4. August 1964, in dem als sein Wohnort der Londoner Stadtteil Ruislip angegeben ist.